# بشكو
بشكو هي بلدة في مقاطعة بشكو في ولاية بخارى في أوزبكستان.